# جی‌دی ۴۰
جی‌دی ۴۰ یک ستاره است که در صورت فلکی نهنگ قرار دارد.